# Leila Rhiwi
 (mars 2018).
Leila Rhiwi, (en arabe : ليلى رحيوي), née en 1958 à Casablanca, est la représentante d'ONU Femmes au Maroc et également militante marocaine.

## Biographie

### Origine et études
Originaire de Casablanca, Leila Rhiwi a passé son adolescence à Marrakech, avant de partir en France où elle a poursuivi ses études de lettre, puis des études en communication, management et ressources humaines où elle s’est spécialisée dans la communication des affaires, puis elle a été diplômée du centre pédagogique régional de Rabat. Elle a commencé son itinéraire professionnel dans l’enseignement secondaire avant de rejoindre l’Ecole Mohammedia des ingénieurs (EMI) en tant que professeur en communication. Parallèlement, Leila a animé plusieurs sessions de communication et de gestion d’équipes au profit notamment du secteur privé.

### Parcours associatif
Engagée très jeune, Leïla Rhiwi s’intéresse à la vie des femmes dans le Maroc profond et prend connaissance de la réalité sociale, économique et de droits des gens dans le monde rural, particulièrement des filles et des femmes. 
En 1986, Leila a rejoint l’Association démocratique des femmes du Maroc, une année après le congrès constitutif. Elle présidera l'association entre 1998 et janvier 2003.  
En 2000, elle figure parmi les fondateurs du Printemps de l’égalité, un réseau de 26 associations constitué pour promouvoir la réforme du code de la famille. 
En 2005, et a assuré le développement, la supervision, et le suivi des programmes au Maroc, en Algérie et en Tunisie. Avant d’intégrer le Système des Nations unies, Leila Rhiwi a été chargée de la coordination auprès de la présidence de l’Instance Équité et Réconciliation, et a enseigné la communication pendant plus de 15 ans à l’École Mohammedia des ingénieurs .
Elle est représentante du bureau multi-pays de l’ONU Femmes pour le Maghreb depuis 2012, experte dans le domaine du management et des ressources humaines et enseignante à l’École Mohammedia des ingénieurs. 
Elle est coordinatrice des Programmes de droits humains des femmes au niveau du Maghreb dans l'ex UNIFEM en 2005 avant d’être nommée en tant que spécialiste de gestion des Programmes pour la même région et devient Représentante de la nouvelle entité des Nations unies pour l’égalité entre les sexes et l’autonomie des femmes : ONU Femmes, bureau multi pays pour le Maghreb . Militante associative, elle a été présidente de l’association démocratique des femmes du Maroc –section rabat, membre-fondatrice du collectif 95 Maghreb-Égalité, et membre fondatrice du collectif Printemps de l’égalité.

### Parcours politique
Début des années 1980 elle a adhéré au Parti du progrès et du socialisme afin de militer dans un cadre organisé et à idéologie de gauche.[réf. nécessaire]
Grâce à ses actions pour les droits que Leila Rhiwi a été élue conseillère communale dans le Conseil municipal d’Agdal Riad de la capital Rabat du Maroc (de 1992 à 1996).[réf. nécessaire]
Elle quitta finalement le PPS à la fin des années 1990, à cause de sa participation au gouvernement de l'alternance de Youssoufi.

## Ouvrages
- « Cent mesures et dispositions pour une codification maghrébine égalitaire du statut personnel et du droit de la famille », dans Yvonne Preiswerk et Marie Thorndahl, Créativité, femmes et développement, Genève, Graduate Institute Publications, 1997 (ISBN 9782940503735, lire en ligne), p. 7-28
- « Revendications collectives des femmes du Maghreb », dans Yvonne Preiswerk et Marie Thorndahl, Créativité, femmes et développement, Genève, Graduate Institute Publications, 1997 (ISBN 9782940503735, lire en ligne), p. 79-86
- « Rôle des ONG dans le développement économique, social et politique au niveau local », dans Driss Khrouz, Le Développement local et l'économie solidaire à l'épreuve de la mondialisation, Casablanca, Fondation du Roi Abdul Aziz Al Saoud, 2003, 266 p. (ISBN 9954-0-3565-6), p. 209-219
- « La réforme du code marocain de la famille », dans Revue Projet, Centre de recherche et d'action sociales, 2004, 98 p. (ISSN 0033-0884, lire en ligne), p. 32-37